# Вульферт, Антон Карлович
Анто́н Ка́рлович Ву́льферт (8 [20] июля 1843, Щучье, Воронежская губерния — 1918, Москва) — российский криминалист-правовед, доктор уголовного права, профессор уголовного права Демидовского юридического лицея и заслуженный профессор Военно-юридической академии. Тайный советник.

## Происхождение
Полковник конно-артиллерийской бригады Карл Вульферт (нем. Karl Frank Wulffert; 1796—1848), происходивший из дворян Финляндской губернии, начал службу в дворянском полку при 2-м кадетском корпусе. В дальнейшем служил: прапорщиком с 10 февраля 1814, подпоручиком с 1 июля 1819, поручиком с 10 июня 1823, штабс-капитаном с 27 августа 1829, капитаном с 28 мая 1831, подполковником с 29 августа 1833, полковником с 9 сентября 1839. За свою службу имел ордена Св. Владимира 4-й степени, Св. Анны 2-й степени, Св. Станислава 2-й степени, Св. Георгия 4-го класса (за выслугу лет; 01.12.1838). Был владельцем имения в Переезжей слободе Острогожского уезда Воронежской губернии — 891 душа крестьян и 7875 десятин земли. Умер 31 октября 1848 года. В браке с дочерью отставного поручика Надеждой Владимировной Станкевич (сестрой А. В. Станкевича) родились дети: Екатерина (28.07.1836—?), Владимир (21.07.183—?), Николай (1.05.183—?), Антон, Владимир (26.08.1844—28.04.1906), Александр (20.03.1846—?) и Иван (28.01.1849—?).

## Биография
Антон Вульферт родился в имении при с. Щучье Острогожского уезда Воронежской губернии 10 (22) июля 1843 года (другие источники указывают на 8 июля). Первоначально учился в пансионате Р. И. Циммермана, где в 1860 году окончил 6-й класс и поступил в Московский университет. В 1864 году окончил со степенью кандидата юридический факультет Московского университета и уехал к матери, в родовое имение. В конце 1865 года вернулся в Москву и поступил на службу в канцелярию московской городской думы, но уже 23 апреля 1866 года, по открытии в Москве новых судебных установлений, поступил на службу кандидатом на судебные должности; 9 ноября 1867 года по семейным обстоятельствам вышел в отставку. В конце 1868 года вернулся на службу — 16 декабря был назначен товарищем прокурора Тульского окружного суда; в 1870 году был переведён на ту же должность в Москву; 27 июля 1873 года вновь вышел в отставку, с чином титулярного советника.
С 17.11.1873 по 1884 годы состоял присяжным поверенным при Московской судебной палате (вёл приём в доме Львовой на Арбате); несколько раз избирался в члены Совета присяжных поверенных.
С 24 января 1885 года, после сдачи экзамена на степень магистра уголовного права, был допущен к чтению лекций приват-доцентом по кафедре уголовного права в Московском университете и до 1891 года читал курс русского уголовного судопроизводства. Диссертации защищал в Московском университете: степень магистра уголовного права получил в 1888 году за сочинение «Антрополого-позитивная школа уголовного права в Италии» (Вып. I. — Ярославль, 1887), степень доктора — за 2-ю часть сочинения на ту же тему (Вып. II. — Ярославль, 1893).
В апреле 1891 года был назначен исправляющим должность экстраординарного профессора ярославского Демидовского юридического лицея; с сентября 1893 года — ординарный профессор.
С 23 октября 1894 по 1910 год занимал кафедру уголовного права в Санкт-Петербургской Александровской военно-юридической академии; с февраля 1910 года — заслуженный профессор. Одновременно, в 1895—1899 годах он читал уголовное право в Александровском лицее. С 1895 года жил на Фурштадтской улице (сначала в доходном доме № 27 купца А. Г. Елисеева, а с 1904 года — в доме № 49).
С 14 марта 1896 года имел чин действительного статского советника, затем — тайный советник. Летом 1910 года вышел в отставку. Однако в середине 1910-х годов ещё преподавал в Константиновском межевом институте.
Был награждён орденами Св. Владимира 4-й (1899) и 3-й степеней (1902) и Св. Станислава 1-й степени (1904).
Вульферт принимал участие в трудах Московского юридического общества и был председателем комиссии, выработавшей обширное заключение к проекту нового уголовного уложения; трудился в комиссии по пересмотру судебных уставов. Исследования и статьи его по вопросам материального и процессуального уголовного права и по истории права (свыше 40 работ) печатались в журналах: «Юридический вестник» (1874—1891), «Журнал гражданского и уголовного права» (1879—1886), «Временник Демидовского лицея» (1891), «Журнал Министерства юстиции» (1893—1898), «Actes du Congres peenitentiaire international de Paris», «Вестник права» (1901—1904), «Право» (1900—1902), а также в «Энциклопедическом словаре» Брокгауза и Ефрона.

## Публикации
- Программа курса особенной части русского уголовного права, читанного в Военно-юридической академии в 1895-6 г. ординарным профессором А. К. Вульфертом — [1896]
- Введение. Общая часть. [Вып. 1] — 1862
- Реформа предварительного следствия. [Чит. в заседании Моск. юрид. о-ва 8 дек. 1880 г.] — М., 1881
- О понятии ночного времени как увеличивающего вину обстоятельства. (Опыт комментария на ст. 1607, 1642, 1659 Улож. о наказ. и 2 п. 170 Уст. о наказ., налаг. миров. суд.) — ценз. 1877
- Очерк исследований Франческо Каррара об уголовной защите — М., 1883
- Антрополого-позитивная школа уголовного права в Италии. Крит. исслед. А. Вульферта. Вып. 1-2 — М., Ярославль, 1887—1893
- Памяти Франческо Каррара — 1888
- Методы, содержание и задачи науки уголовного права. Вступ. лекция в Демид. юрид. лицее — Ярославль, 1891
- Курс русского уголовного права, читанный студентам Демидовского юридического лицея и. д. экстраординарного профессора А. К. Вульфертом в 1891/92 учебном году — [1892]
- Лекции по особенной части русского уголовного права, читанные в Военно-юридической академии в 1895 г. ординарным профессором А. К. Вульфертом. Вып. [1]-3 — [1896]-[1898]
- Лекции по уголовному процессу, читанные в Демидовском юридическом лицее А. К. Вульфертом. 1892-93 ак.г. — 1893
- Лекции по общей части уголовного права. Курс, чит. в Воен.-юрид. акад. в 1894-95 г. — 1895
- Лекции по особенной части русского уголовного права, читанные в Императорском Александровском лицее в 1898-99 году ординарным профессором Александровской военно-юридической академии А. К. Вульфертом — 1899
- Дополнения 1901—1902 г. к курсу Особенной части русского уголовного права профессора А. К. Вульферта — [1902]
- Программа курса особенной части русского уголовного права, читанного в Александровской военно-юридической академии ординарным профессором А. К. Вульфертом — [1908]
- Уголовное право. (Часть особенная). Лекция, чит. в Александр. воен.-юрид. акад. — 1908
- [Общая часть Уголовного права]. Дополнение № 3 ... — 1902